# Octrooisamenwerkingsverdrag
Het Octrooisamenwerkingsverdrag (Engels: Patent Cooperation Treaty, PCT) is een verdrag om octrooiverleningsprocedures gedeeltelijk te stroomlijnen en qua vorm en inhoud te harmoniseren. Met behulp van het PCT hoeft een aanvrager slechts een enkele aanvraag in te dienen, welke internationale aanvraag gevolg heeft in alle (152) bij het PCT aangesloten staten.
Het Internationale Bureau (IB), een onderdeel van de Wereldorganisatie voor de Intellectuele Eigendom (WIPO), ontvangt de aanvraag en controleert of het aan de formele vereisten voldoet. Tevens zorgt het IB ervoor dat de aanvraag 18 maanden later gepubliceerd wordt. Een of meer van de 15 grote octrooiverlenende instanties ter wereld treedt op als International Searching Authority en voert een nieuwheidsonderzoek uit. Meestal is dit het US Patent and Trademark Office, het Europees Octrooibureau of het Japanse Octrooibureau. De octrooiverlenende instantie die het nieuwheidsonderzoek heeft uitgevoerd, geeft ook een voorlopige opinie omtrent de octrooieerbaarheid. 
Als de aanvrager tevreden is met de resultaten van het nieuwheidsonderzoek, en nog steeds prijs stelt op octrooibescherming, kan hij de procedures bij de gewenste nationale of regionale octrooiverlenende instanties voortzetten. Hij zal dan lokale octrooigemachtigden moeten inschakelen, en die zullen vaak moeten zorgen voor een vertaling in de taal van het land of de regio waar de aanvraag wordt voortgezet. 
Een nationale of regionale octrooiverlenende instantie kan bij de beoordeling van de octrooieerbaarheid nuttig gebruikmaken van de resultaten van het door de International Searching Authority uitgevoerde nieuwheidsonderzoek. Dit betekent dat het nieuwheidsonderzoek niet bij elke octrooiverlenende instantie overgedaan hoeft te worden, wat een substantiële besparing oplevert. Een octrooiverlenende instantie is echter vrij om het nieuwheidsonderzoek opnieuw te doen, of een additioneel onderzoek te doen, en dat kost natuurlijk nog wel geld. De aanvrager moet elke octrooiverlenende instantie in elk land afzonderlijk overtuigen dat de uitvinding octrooieerbaar is, volgens de in dat land geldende wetten en regels.